# How Could You, Caroline?
How Could You, Caroline? è un film muto del 1918 diretto da Frederick A. Thomson che aveva come interpreti Bessie Love, James W. Morrison, H. Dudley Hawley, Henry Hallam. La sceneggiatura di Agnes Christine Johnston si basava su un soggetto firmato da Izola Forrester e Mann Page.

## Trama
Caroline Rogers, una vivace ragazza che ama i romanzi e la letteratura rosa, torna a casa dal college per prendere parte al matrimonio della sorella Ethel. Tutta presa dalle sue ultime letture e da un romanzo molto romantico che le infiamma la fantasia, arriva alle prove indossando un abito audace che spera possa aiutarla a trovare la propria anima gemella. Ispirata dal suo nome che trova molto poetico, Caroline si lascia coinvolgere in una storia con Reginald Van Alden. Peccato, però, che l'uomo non solo sia una cacciatore di dote, ma che sia anche sposato. Lei, il giorno delle nozze, rompe con Bob Worth, il suo vecchio innamorato, per andarsene con Reginald. Quando però lui la porta in una casa equivoca con intenzioni che non le lasciano alcun dubbio, Caroline fugge via. In preda allo smarrimento, cerca di suicidarsi, senza riuscirci, bevendo dell'acqua di Colonia. Tempo dopo, si fidanza con Bob. Travestita da ballerina di cabaret, si introduce alla festa di addio al celibato del giovane. Durante la serata, i due sono uniti in matrimonio con una finta cerimonia ma il giorno dopo Bob le rivela che il celebrante era un vero giudice e che loro due sono in realtà legalmente sposati.

## Produzione
Il film fu prodotto dalla Pathé Exchange.

## Distribuzione
Il copyright del film, richiesto dalla Pathé Exchange, inc., fu registrato il 7 maggio 1918 con il numero LU12374.
Distribuito dalla Pathé Exchange, il film uscì nelle sale statunitensi il 5 maggio 1918. In Francia, fu distribuito dalla Pathé Frères il 9 maggio 1919 con il titolo Âmes soeurs in una versione che, dai 1.500 metri originali, venne ridotta a 930 metri.
Non si conoscono copie ancora esistenti della pellicola che viene considerata presumibilmente perduta.